# Will Craft
Will Craft (* in Crete, Illinois) ist ein US-amerikanischer Volleyballspieler.

## Karriere
Craft begann seine Karriere an der Marian Catholic High School in Chicago Heights. Von 2013 bis 2016 studierte er am Carthage College in Kenosha und spielte in der Universitätsmannschaft Red Men. Nach seinem Studium ging er 2017 zum estnischen Verein Saaremaa VK. Sein Engagement dort endete vorzeitig wegen Verletzungen und finanzieller Probleme des Vereins. 2018 wechselte Craft zum dänischen Verein Nordenskov UIF. In der Saison 2018/19 wurde er mit dem Verein Fünfter der Liga und persönlich als bester Außenangreifer ausgezeichnet. 2019/20 stand die Mannschaft beim Saisonabbruch im Halbfinale des Pokals und der Playoffs. 2020 wurde Craft vom deutschen Bundesligisten SVG Lüneburg verpflichtet.
Nach der Saison 2020/21 gab Craft bekannt, dass er bei der SVG Lüneburg nicht verlängern und den Verein verlassen wird. Da er in den USA Lehrer werden will, wird Will Craft seine Karriere im professionellen Volleyball beenden.